# Ролевич Олександр Георгійович
Олександр Георгійович Ролевич (нар. 16 березня 1965, Одеса, УРСР) — радянський, український та російський футболіст, виступав на позиції захисника.

## Життєпис
Вихованець СДЮСШОР одеського «Чорноморця», першими тренерами були Олександр Дмитрович Руга, Матвій Леонтійович Черкаський, Семен Йосипович Альтман. З 1982 по 1984 року був у заявці головної команди, зіграв 1 зустріч у Кубку СРСР і 28 поєдинків у турнірі дублерів Вищої ліги. З 1985 по 1986 рік виступав за одеський СКА, провів 52 матчі. З 1987 по 1988 рік грав за кишинівський «Ністру», взяв участь в 65 зустрічах команди.
Сезон 1989 року провів в донецькому «Шахтарі», зіграв 12 матчів у Вищій лізі СРСР. У 1990 році повернувся в «Ністру», в складі якого взяв участь в 36 поєдинках, після чого знову грав за одеський СКА, провів 24 матчі в останньому розіграші союзної першості.
У 1992 році в складі СК «Одеса» дебютував у Вищій лізі України, де зіграв 15 зустрічей, і ще 1 матч провів у Кубку України. Влітку того ж року перейшов у «Кривбас», за який провів 13 ігор у чемпіонаті.
На початку 1993 року поповнив ряди клубу «Верес», зіграв 12 матчів у чемпіонаті. З 1993 по 1994 рік виступав у складі команди «Темп», провів за цей час 13 ігор у чемпіонаті і 8 зустрічей, в яких забив 1 м'яч, у Кубку.
У 1995 році перейшов у «Балтику», в складі якої зіграв 36 матчів і став переможцем Першої ліги, а потім дебютував у Вищій лізі Росії, де провів 1 зустріч 2 березня 1996 року проти «Локомотива» (НН).
Влітку 1996 року поповнив ряди «Кубані», за яку виступав до 1997 року, провівши за цей час 47 ігор і забив 1 м'яч: 16 вересня 1996 року в домашньому матчі проти «Сатурна».
У 1998 році перейшов у «Носту», зіграв 25 матчів, забив 1 м'яч. Сезон 2000 року провів у казахстанському клубі «Шахтар Іспат-Кармет», взяв участь у 3 зустрічах чемпіонату Казахстану.
Потім грав за аматорські команди: «Шустов» (Великодолинське, 2000), «Тирас-2500» (Білгород-Дністровський, 2001-2002, 2003), ІРІК (Одеса, 2002). У 2001 році зіграв за «Тирас-2500» 8 матчів у турнірі ААФУ.

## Досягнення
- Перша ліга чемпіонату Росії
  -  Чемпіон (1): 1995 (вихід у Вищу лігу)